# Giải bóng đá ngoại hạng Iraq 1990-91
Giải bóng đá ngoại hạng Iraq 1990–91 là mùa giải thứ 17 của giải đấu kể từ khi thành lập năm 1974. Đội vô địch là Al-Zawraa với lần đầu tiên kể từ mùa giải 1978–79. Họ cũng đoạt Cúp bóng đá Iraq để hoàn tất cú đúp. Trong khi mùa giải diễn ra, Bộ Quốc phòng quyết định hủy bỏ hết các đội của mình, bao gồm Al-Tayaran, Al-Jaish và Al-Bahri. Sau sự phản đối của người hâm mộ, Al-Tayaran trở lại sau đó chưa đầy 2 tuần, nhưng với cái tên mới Al-Quwa Al-Jawiya (nghĩa là Không quân), là cái tên mà câu lạc bộ đã sử dụng giai đoạn 1958-1974. Cũng từ giữa mùa giải, Erbil bỏ giải, vì vậy Đội trẻ Iraq thế chỗ vào thi đấu.

## Thay đổi tên gọi
- Al-Tayaran đổi tên thành Al-Quwa Al-Jawiya giữa mùa giải.

## Bảng xếp hạng
| Vị thứ | Đội bóng          | St | W  | D  | L  | BT | BB | HS  | Đ  |
| 1      | Al-Zawraa (C)     | 28 | 19 | 8  | 1  | 66 | 22 | +44 | 46 |
| 2      | Al-Talaba         | 28 | 17 | 7  | 4  | 49 | 22 | +27 | 41 |
| 3      | Al-Shorta         | 28 | 15 | 9  | 4  | 39 | 18 | +21 | 39 |
| 4      | Al-Karkh          | 28 | 14 | 10 | 4  | 45 | 24 | +21 | 38 |
| 5      | Al-Naft           | 28 | 13 | 9  | 6  | 27 | 14 | +13 | 35 |
| 6      | Al-Quwa Al-Jawiya | 28 | 10 | 12 | 6  | 38 | 25 | +13 | 32 |
| 7      | Al-Najaf          | 28 | 10 | 6  | 12 | 29 | 33 | –4  | 26 |
| 8      | Al-Minaa          | 28 | 7  | 9  | 12 | 17 | 24 | –7  | 23 |
| 9      | Samaraa           | 28 | 6  | 11 | 11 | 24 | 32 | –8  | 23 |
| 10     | Al-Sulaikh        | 28 | 5  | 11 | 12 | 18 | 30 | –12 | 21 |
| 11     | Al-Shabab         | 28 | 6  | 8  | 14 | 16 | 35 | –19 | 20 |
| 12     | Al-Tijara         | 28 | 4  | 9  | 15 | 22 | 39 | –17 | 17 |
| 13     | Đội trẻ Iraq 1    | 13 | 4  | 5  | 4  | 8  | 13 | –5  | 13 |
| 14     | Al-Sinaa          | 28 | 4  | 5  | 19 | 14 | 47 | –33 | 13 |
| 15     | Erbil             | 15 |    |    |    |    |    |     |    |
| 16     | Al-Jaish          | 15 |    |    |    |    |    |     |    |
| 17     | Al-Bahri          | 15 |    |    |    |    |    |     |    |

|  | Xuống hạng Iraq Division 1 |

1 Đội trẻ Iraq chỉ thi đấu nửa sau mùa giải để thay thế cho sự rút lui của Erbil; họ không có mặt ở mùa giải tiếp theo.

## Vua phá lưới
| Vị thứ | Cầu thủ      | Bàn thắng | Đội bóng          |
| ------ | ------------ | --------- | ----------------- |
| 1      | Karim Saddam | 20        | Al-Zawraa         |
| 2      | Ahmed Radhi  | 19        | Al-Zawraa         |
| 3      | Natiq Hashim | 17        | Al-Quwa Al-Jawiya |